# Вомбжезьно
Вомбжезьно (пол. Wąbrzeźno), Бризен (нем. Briesen) — город в Польше, входит в Куявско-Поморское воеводство, Вомбжезненский повят. Имеет статус городской гмины. Занимает площадь 8,53 км². Население — 13 971 человек (на 2004 год).

## Уроженцы
- Вальтер Герман Нернст (1864—1941) — немецкий химик.
- Рейнхолд «Рой» Хенкель (1905—1981) — канадский хоккеист, олимпийский чемпион 1932 года.
- Пауль Цех (1881—1946) — немецкий писатель.
- Шиманьская, Зорика (1903–1954) – польская киноактриса.